# Octoberon
Albums de Barclay James Harvest
Time Honoured Ghosts
(1975) Gone to Earth
(1977)
Octoberon, sorti en 1976, est le huitième album du groupe de rock progressif britannique Barclay James Harvest.
Cet album se distingue par le fait qu'il possède, d'un côté, une pochette en relief (embossed sleeve) et, de l'autre, une « red side » et une « blue side », au lieu des traditionnelles faces 1 et 2.
Avec Octoberon viennent les premières satisfactions au niveau des classements : l'album marque le premier succès du groupe dans les charts avec Rock'n'Roll Star et Suicide?.
Avec cet album, la renommée du groupe s'étend à l'Europe continentale et particulièrement à l'Allemagne. 

## Titre
Le titre de l'album évoque le personnage d'Obéron, roi des elfes dans Le Songe d'une nuit d'été de William Shakespeare et constitue un jeu de mots basé sur le fait qu'il s'agit du « huitième » album du groupe (si l'on exclut la compilation Early Morning Onwards) et que l'album a été publié en « octobre ».

## Pochette
La pochette de l'album est une des plus belles de BJH : très esthétique et en relief, elle représente Obéron dans un resplendissant costume de nacre blanche et bleue aux reflets irisés. Il s'agit de la reproduction d'un tableau réalisé par un artiste inconnu.
La photo imprimée à l'arrière représente les quatre membres du groupe, dont Les Holroyd, torse nu, arborant un pendentif figurant la tête d'Obéron, thème repris par la pochette intérieure du disque vinyle d'origine, qui montre en gros plan un torse d'homme arborant le même pendentif.
Beaucoup de pochettes d'albums de Barclay James Harvest sont ornées d'un ou plusieurs papillons (Barclay James Harvest, Once Again, Time Honoured Ghosts, Octoberon, Gone to Earth, XII, Turn of the Tide...). Ici, le papillon, qui survole le portrait d'Obéron, prend la forme d'une fée aux ailes blanches, qui était déjà représentée sur la pochette arrière de l'album Time Honoured Ghosts.

## Historique
Cet album est le huitième album de Barclay James Harvest si l'on exclut du décompte la compilation Early Morning Onwards.
L'album est enregistré durant l'été 1976 par David Rohl et Steve C. Smith aux Strawberry Recording Studios, à Stockport, dans le comté de Cheshire au Royaume-Uni,,.
Produit par le groupe Barclay James Harvest lui-même, il est publié en disque vinyle long play (LP) en 1976 sur le label Polydor sous la référence 2383 407,. Le design de l'album est l'œuvre de Brunnings,.
L'album est réédité en LP de 1977 à 1983 par les labels Polydor et MCA Records, puis en CD de 1984 à 2017 par Polydor ainsi que par Esoteric Recordings, un label britannique fondé en 2007 par Mark Powell, un journaliste musical et producteur anglais spécialisé dans les rééditions, et par ArsNova, un label pirate russe,,,.

## Accueil critique
Le site AllMusic attribue 3 étoiles à l'album.
L'avis du critique musical Paul Collins d'AllMusic est mitigé : « Étrangement privé des harmonies qui ont enrichi leur travail précédent, et avec les claviers de Wolstenholme repoussés à l'arrière-plan au mixage, Octoberon est une sorte de rupture pour le groupe. Alors que le majestueux Ra de Wolstenholme montre une touche de mysticisme et la sonorité planante de leur travail antérieur, la plus grande partie de l'album est étrangement morose. John Lees adopte un son de pub rock dans ses compositions, bien que May Day parvienne à virer inopinément vers un glorieux arrangement de chœur et d'orgue ». Collins souligne l'humour noir qui imprègne l'album : « Il y a un humour noir partout, comme dans cette phase brutalement drôle de Suicide? : Heard a voice shouting : Don't jump, please for God's sake let me move my car (J'ai entendu une voix qui criait : Ne sautez pas, s'il vous plaît, pour l'amour de Dieu, laissez-moi bouger ma voiture ».
Et Collins de conclure « Pas à la hauteur de leur meilleur travail, mais ça vaut le coup d'être écouté par les fans ».
Colin Larkin, dans son ouvrage The Encyclopedia of Popular Music paru en 2007, attribue également 3 étoiles à l'album Octoberon.

## Liste des morceaux
« La plupart des paroles sont déprimantes. Un vide est décrit ici, se déroulant jusqu'à sa fin dans le titre final, Suicide?, où la mort dont il est question n'est pas physique mais spirituelle, se terminant par le pseudo saut de la mort : Felt the quick push / Felt the air rush / Felt the sidewalk / Fell in line (J'ai senti la poussée rapide / J'ai senti l'air se précipiter / J'ai senti le trottoir / Je me suis aligné) ».

### Red side
1. The World Goes On
2. May Day
3. Ra

### Blue side
1. Rock'n'Roll Star
2. Polk Street Rag
3. Believe in Me
4. Suicide?

## Musiciens

### Barclay James Harvest
- John Lees : chant, guitare
- Les Holroyd : chant, guitare basse
- Stuart John Wolstenholme (dit Wooly ou Woolly Wolstenholme) : claviers[Notes 1]
- Mel Pritchard : batterie

### Musiciens additionnels
Sur The World Goes On, le groupe est accompagné d'un orchestre dirigé par Ritchie Close,,.
Le chœur The Capriol Singers que l'on entend sur May Day est dirigé par Gerald E. Brown,,.